# Rasmus Rask
Rasmus Christian Rask (Brændekilde, 22 november 1787 – Kopenhagen, 14 november 1832) was een Deens geleerde en filoloog die erkend wordt als de eerste vertegenwoordiger van een rationalistische filologie gebaseerd op empirisme.
Rask bezocht in de jaren 1810 en 1820 IJsland, Rusland, Perzië en India om er de plaatselijke talen te bestuderen. Hij bracht verschillende waardevolle manuscripten mee naar de Universiteit van Kopenhagen. In 1822 beheerste Rask ten minste vijfentwintig talen en dialecten en hij heeft er naar verluidt zeker dubbel zoveel bestudeerd.
Rasks traktaat Undersøgelse om det gamle Nordiske eller Islandske Sprogs Oprindelse (Traktaat over de oorsprong van het Oudnoords of het IJslands), in 1818 in het Deens verschenen en vier jaar later in het Duits, was van groot belang voor de studie van de Indo-Europese talen. Als eerste bewees Rask de verwantschap tussen het Oudnoords en het Gotisch enerzijds, en het Litouws, Klassiek Grieks en Latijn anderzijds. Bovendien zette Rask in zijn traktaat de fundamentele principes voor de vergelijkende taalkunde uiteen. 
Rasmus Rask heeft een grote invloed uitgeoefend op Jakob Grimm, die in zijn Deutsche Grammatik de eerste Germaanse klankverschuiving beschreef.
- Bibsys: 90085445
- Biblioteca Nacional de España: XX1581367
- Bibliothèque nationale de France: cb12514995g (data)
- Biografisch Portaal: 63189722
- CiNii: DA07523856
- Digitale Bibliotheek voor de Nederlandse Letteren: rask001
- Gemeinsame Normdatei: 118598341
- International Standard Name Identifier: 0000 0001 2100 6864
- Library of Congress Control Number: n85061507
- Nationale Bibliotheek van Letland: 000018472
- Nationale Bibliotheek van Tsjechië: mub2016910196
- Nationale bibliotheek van Australië: 35789655
- Nationale Bibliotheek van Israël: 987007272637605171
- Nederlandse Thesaurus van Auteursnamen: 069402043
- Réseau des bibliothèques de Suisse occidentale: 02-A003728007
- LIBRIS: 301856
- SNAC: w6zg6qkx
- Système universitaire de documentation: 034389547
- Trove: 1088786
- Virtual International Authority File: 37024634
- WorldCat: E39PBJhxpCkxxVFHB7Qy7V97HC